# Sargus laetus
Sargus laetus är en tvåvingeart som beskrevs av Wulp 1885. Sargus laetus ingår i släktet Sargus och familjen vapenflugor. Inga underarter finns listade i Catalogue of Life.